# Пластигломерат
Пластигломерат је стена направљена од мешавине седиментних зрна и других природних остатака (нпр. шкољке, дрво) које заједно држи пластика .  Сматра се потенцијалним маркером антропоцена, неформалне еpohe квартара коју су предложили неки друштвени научници, еколози и геолози. 

## Порекло
Пластигломерати се формирају дуж обале где су природна седиментна зрна и органски остаци аглутинирани растопљеном пластиком која настаје током паљења логорске ватре . Пријављени су са плаже Камило на острву Хаваји. 

## Окружење депозиције
Пластигломерат би потенцијално могао да формира хоризонт маркера људског загађења на геолошком запису.  и могу преживети као будући фосили .  Пластигломерат се такође може формирати у пластиком загађеним регионима погођеним токовима лаве или шумским пожарима .  Пронађени су на површини, као и испод песка.  Ово сугерише да се пластигломерати активно таложе у седиментни запис. Неки геофизичари и геолози спекулишу да пластигломерати неће опстати у фосилним записима , међутим, или да би се могли „вратити назад на извор нафте одакле су дошли, с обзиром на праве услове за сахрањивање“. 
Пластигломерат „ин ситу“ се формира где се пластика топи и испуњава шупљине у стенама.  „Кластични“ пластигломерати су мањи појединачни комади који се формирају тамо где се већи спојени предмети фрагментирају таласима. Пластигломерат је гушћи од честица које се састоје искључиво од пластике, што им даје већи потенцијал да буду закопани и сачувани у стенама. 
Пластигломерат са плаже Камило приказан на изложби One Planet у  (Хаг, Холандија).
Пластигломерати су представљени у Природњачком музеју Јејл Пибоди ;  Оаквилле галерије у Оквилу, Онтарио, Канада;  Галерија Лоуис Б. Јамес у Њујорку; Галерија Универзитета Карлетон у Отави, Онтарио, Канада; Просјектром Норманнс, Ставангер, Норвешка; и Мусеон у Хагу, Холандија. Мусеон тврди да има вероватно највећи комад пластигломерата, који је дужи од 1 м и широк 50 цм.

## Историја
Чарлс Мур, морски капетан и океанограф Института за истраживање мора Алгалита у Лонг Бичу у Калифорнији , открио је ову супстанцу 2006. док је истраживао плажу Камило на Великом острву Хаваји .  Професор геологије, др Патриша Коркоран и професор визуелних уметника, Кели Јазвац са Универзитета Западног Онтарија истраживали су узорке на плажи Камило 2012. где су такође сковали термин „пластигломерат“.  Отприлике једна петина пластигломерата пронађених на плажи Камило састојала се од остатака риболова, једна четвртина се састојала од сломљених посуда са поклопцима, а једна половина од пластичних „конфета“. Пластигломерат на плажи Камило је вероватније настао од људских логорских ватри него од токова растопљене лаве.  Године 2023. објављено је да су пластигломерати откривени на удаљеном острву Триндаде , познатом уточишту за корњаче. 